# Society for the Study of Amphibians and Reptiles
La Society for the Study of Amphibians and Reptiles (SSAR ou littéralement en français : Société pour l'étude des amphibiens et des reptiles), fondée en 1958, est une société herpétologique internationale. C'est une organisation à but non lucratif ayant pour but de mieux faire connaître les amphibiens et les reptiles, de protéger les différentes espèces et leur environnement, et de mener des recherches sur ces animaux.

## Publications
La SSAR publie un certain nombre de livres et de revues dont :
- Catalogue of American Amphibians and Reptiles
- Contributions to Herpetology
- Facsimile Reprints in Herpetology
- Herpetological Circulars
- Herpetological Conservation
- Herpetological Review
- Journal of Herpetology